# Obliquogobius cometes
Obliquogobius cometes és una espècie de peix de la família dels gòbids i de l'ordre dels perciformes.

## Hàbitat
És un peix marí, de clima tropical i demersal que viu entre 179-187 m de fondària.

## Distribució geogràfica
Es troba a l'Índia i el Pacífic occidental central.

## Observacions
És inofensiu per als humans.